# 云南省文物考古研究所
云南省文物考古研究所，前身云南省文物工作队，是中华人民共和国云南省唯一具有考古发掘资质和文物保护工，程勘察设计甲级资质的机构，承担着云南省境内的文物考古调查、勘探、发掘和研究，以及文物建筑维修勘察设计、维修技术咨询和监督。

## 沿革
1930年，中央研究院的吴金鼎、曾昭燏、王介忱等人在云南洱海地区开展了考古调查，并对调查中发现的大理马龙遗址等进行了发掘，为云南省境内最早的考古工作。之后20多年，云南考古工作基本处于停滞状态。1959年，云南省文物工作队成立，最初只有9名工作人员。受各种政治运动的干扰，当时的考古工作规模与范围十分有限，仅在晋宁石寨山古墓群、海门口遗址、维西戈登村、昭通闸心场遗址等进行过试掘和小范围发掘。
随着中国第二次全国文物普查工作开展，1972年云南省博物馆恢复建制，云南省文物工作队成为云南省博的内设部门，之后共计开展考古调查约60项，考古发掘约90项。包括对元谋大墩子遗址、宾川白羊村遗址、龙陵大花石遗址、永平新光街遗址、通海海东遗址进行发掘。
1988年9月1日，云南省文物考古研究所正式成立，先后发现挖掘个旧黑玛井遗址、曲靖八塔台墓群、昆明羊甫头墓地、江川李家山古墓群等考古项目。其中江川李家山古墓群第二次发掘和昆明羊甫头墓地的发掘，分别入选1992年和1999年度“中国十大考古新发现”。
2000年之后，随着云南基础设施建设提速，云南省文物考古研究所主持完成了50多条高速和高等级公路、2条铁路、10个水电站淹没区以及6个电厂扩建区的文物考古调查，其中包括富源大河遗址、大理银梭岛遗址、耿马石佛洞遗址等40项考古发掘。2006年的富源大河旧石器遗址发掘和2008年的剑川海门口遗址第三次发掘分别入选当年的“中国十大考古新发现”。
2005年，云南省文物考古研究所获得首批国家文物局颁发的文物保护工程勘察设计乙级资质，2007年3月取得了文物保护工程勘察设计甲级资质。2007年4月，取得了彩画、壁画和石质文物保护的专项资质。它也成为云南省内唯一能对三级（国家级、省级和县级）五类不可移动文物（古墓葬、古建筑、石窟寺及石刻、壁画、近代现代重要史迹及代表性建筑）进行勘察设计的机构。2009年12月18日，研究所举办成立50周年纪念大会。